# Partit Moviment Legalitat
Partit Moviment Legalitat (albanès Partia Lezvija e Legalitetit, PLL) és un partit polític d'Albània fundat el 1992 per Agustin Shashaj i Nderim Kupi, defensa la monarquia albanesa i en particular els drets de Leka Zogu, fill de Zogú I d'Albània. La seva base és el moviment fundat el 1944 pels geg Abas Kupi i Xhemal Herri per tal de reagrupar totes les forces monàrquiques a l'exili. Tenia centres a amb centres als EUA, Austràlia, Canadà, Bèlgica, França, Gran Bretanya, Suècia i Alemanya. A la mort de Zogú donaren suport al seu fill Leka. El setembre del 1982 un grapat d'exiliats membres del partit comandats per Xhevdet Mustafa organtizaren un desembarcament a Durrës, però que fou dispersat per la milícia albanesa.
El 1992 es va establir com a partit a Albània. El 10 d'abril de 1997 el cap del moviment, Guri Dullorari, aconseguí que Leka I visités el país, però només el reben un miler de partidaris de la monarquia. A les eleccions legislatives albaneses de 1997 va obtenir dos escons a l'Assemblea d'Albània i a les eleccions legislatives albaneses de 2001 va formar part de la Coalició Unió per la Victòria. A les eleccions legislatives albaneses de 2009 formà part de la coalició Aliança pels Canvis (Aleanca për Ndryshim), però no va obtenir cap escó.

## Resultats electorals
| Any  | Vots                            | %                               | Escons               | +/–                  | Govern               |
| ---- | ------------------------------- | ------------------------------- | -------------------- | -------------------- | -------------------- |
| 1996 | 34,019                          | 2.07 (#6)                       | 0 / 140              | Nou                  | Extraparlamentari    |
| 1997 | 42,567                          | 3.25 (#3)                       | 2 / 140              | 2                    | Oposició             |
| 2001 | Dins de la Unió per la Victòria | Dins de la Unió per la Victòria | 5 / 140              | 3                    | Oposició             |
| 2005 | No hi van participar            | No hi van participar            | No hi van participar | No hi van participar | No hi van participar |
| 2009 | 10,711                          | 0.71 (#)                        | 0 / 140              |                      | Extraparlamentari    |
| 2013 | 6,089                           | 0.35 (#)                        | 0 / 140              | =                    | Extraparlamentari    |
| 2017 | No hi van participar            | No hi van participar            | No hi van participar | No hi van participar | No hi van participar |
| 2021 | Dins el PD-AN                   | Dins el PD-AN                   | 1 / 140              | 1                    | Oposició             |
| 2025 | Dins l'ASHM                     | Dins l'ASHM                     | 0 / 140              | 1                    | Extraparlamentari    |